# 犹太劳工联盟
犹太劳工联盟（英語：Jewish Labour Bund，羅馬化：Yidisher Arbeter Bund），常被称作墨尔本犹太劳工联盟、澳大利亚崩得，简称崩得，是澳大利亚的一个政治组织，为崩得主义运动的澳大利亚分支。它曾是历史上的国际犹太劳工联盟的成员，也是现存最大且最活跃的崩得主义组织。1928年，该组织由澳大利亚的波兰犹太人移民创建，并在第二次世界大战后随着大批大屠杀幸存者抵达澳大利亚而迅速扩大。该组织目前仅在维多利亚州注册，法定名称为犹太劳工联盟有限公司，总部位于墨尔本。